# Wictor Karlsson
Wictor Emanuel Karlsson, född 30 oktober 1881 i Undenäs församling, död 12 september 1949 i Bromma församling i Stockholm, var en svensk politiker (socialdemokrat) och socialborgarråd i Stockholm 1920–1946.
Han är begravd på Norra begravningsplatsen utanför Stockholm.